# Michel Éléftériadès
Michel Éléftériadès (en grec moderne : Μιχαήλ Ελευθεριάδης) est un homme politique, artiste, producteur et homme d'affaires gréco-libanais né le 22 juin 1970 à Beyrouth, au Liban. Il est connu dans le monde arabe pour son style et ses créations éclectiques, ainsi que pour ses idées innovatrices et ses opinions non conventionnelles, créant souvent la controverse et attisant les passions tant du côté de ses fans que de ses détracteurs.

## Origines et éducation
Né d'une mère libanaise et d'un père d'ascendance grecque  qui n'est autre que le petit-neveu de Saint Chrysostome Kalafatis, métropolite de Smyrne, les origines pluriculturelles de Michel Éléftériadès furent d'autant plus renforcées qu'il vécut dans différents pays et parle six langues. Il étudie les beaux-arts et la publicité à Nantes lors d'un bref exil en France après la guerre du Liban et obtient une maîtrise en graphisme et communication de l'Académie libanaise des beaux-arts (ALBA).

### Chrysostome Kalafatis
Le métropolite Chrysostome Kalafatis, né le 8 janvier 1867 à Triglia (aujourd'hui Tirilye), en Bithynie, et massacré à Smyrne (aujourd'hui Izmir), est l'arrière-grand-oncle de Michel Éléftériadès.
En 1902, Chrysostome Kalafatis est élu métropolite de Dráma. En septembre 1922, durant la guerre gréco-turque, le Mgr Chrysostome a succombé dans les rues d’Izmir, après des mutilations et des tortures humiliantes et atroces.
Il a été déclaré martyr et saint de l'Église orthodoxe orientale par le Saint Synode de l'Église de Grèce le 4 novembre 1992. Sa fête est le dimanche précédant l'Exaltation de la Sainte Croix (7-13 septembre).

## Musique et show business
Auteur et compositeur de plus de 120 chansons pour des artistes européens et arabes comme Tony Hanna, Demis Roussos, Jean-Jacques Lafon, Nahawanad, Hanine Y Son Cubano, Sébastien el chato, Galvez, José Fernandez, ainsi qu'une œuvre collective avec Saber Rebaï, Moein Sherif, Wadih El Safi, Mohamed El Mazem, il est aussi un pionnier du genre fusion appliqué aux Musiques du monde. En tant que producteur et arrangeur, ses créations comptent parmi les expériences musicales les plus réussies dans le monde arabe durant la dernière décennie :
- Hanine Y Son Cubano[8],[9],[10] ;
- Wadih El Safi in duo with José Fernandez[11] ;
- Demis Roussos & the Oriental Roots Orchestra[12] ;
- Tony Hanna & the Yugoslavian Gipsy Brass Band[13].

Fondateur en 1999 du Festival international de Byblos-Mediterraneo et son directeur de 1999 à 2003, il collabore également avec les principaux festivals du Moyen-Orient. En 2004 il écrit, compose et dirige Le voyage des quatre chansons, une pièce musicale qu'il crée pour le plus prestigieux rendez-vous des arts de la scène dans le monde arabe, le Festival international de Baalbek.
Éléftériadès dirige également et met en scène plus de 40 clips vidéo, pour des artistes tels que Galvez, Demis Roussos, Tony Hanna, les Chehade Brothers, Hanine Y Son Cubano, Michel Elefteriades (lui-même), Nahawand, Tania Saleh, José Fernandez, Abdel Karim Chaar, Yousra, Rom Bakhtale... Il est également directeur de documentaires portant sur Tony Hanna et la vie de Nahawand.

### Elef.Records
Éléftériadès est également fondateur et copropriétaire d'Elef.Records, un label Warner ayant déjà produit plus de 15 albums, dont :
- Bilal The Gipsy Prince - Live At The MusicHall
- The Chehade Brothers -  Live At The MusicHall
- The Chehade Brothers – A Bridge Over the Mediterranean[14],[15]
- Tony Hanna & the Yugoslavian Gipsy Brass Band – My Village, Lost Somewhere Between Beograd And Baghdad
- Tony Hanna & the National Orchestra of Nowheristan
- Mounir El Khawli - The Dragon of Tarab[16]
- Hanine Y Son Cubano – Arabo-Cuban, 10908 & The Festivals Album[17],[18],[19],[20],[21],[22]
- Jose Fernandez – Makhlouta[23]
- Wadih El Safi & Jose Fernandez[24]
- Tania Saleh[25]
- Jose Gálvez & the National Orchestra of Nowheristan
- Lautaris
- Nahawand[26].
- Michel Elefteriades – L’Empereur chante

### Télévision
Michel Eléftériadès est un des membres du jury, pour deux saisons consécutives, de la série The X Factor, Xseer Al Najah (une version arabe de la série télé réalité X Factor en 2006 et 2007) ce qui lui a valu le sobriquet du "Simon Cowell arabe".
En 2012, Eléftériadès produit et créé des chansons fusionnées Orientales/Occidentales pour Coke Studio, une série télévisée au Moyen-Orient et en Afrique du Nord où différents artistes confirmés, arabes et internationaux, sont amenés à collaborer et à enregistrer des chansons originales fusionnées, harmonisant deux ou plusieurs genres musicaux uniques. 
Bien que portant le même titre, Coke Studio Pakistan et Coke Studio Middle East ont très peu en commun après tous les changements apportés par Eléftériadès au format original. 
Les artistes à l'affiche étaient :  Wadih El Safi (Liban), Nancy Ajram (Liban), José Galvez (Espagne), The Chehade Brothers (Palestine/Liban), tenor Tino Favazza (Italie), DJ Jerry Ropero (Belgique/Espagne), Mohamed Hamaki (Égypte), Mohamed Mounir (Égypte), Shontelle (Barbade), The Wailers (Jamaïque/USA), The Yugoslavian Gipsy Brass Band (Serbie), Bilal (Liban), Rouwaida Attieh (Syrie), Yara (Liban), Jannat (Maroc), Jay Sean (Royaume-Uni), Saber Rebaï (Tunisie), Fabián Bertero (Argentine) and Cairokee (Égypte).

### Beaux-arts
En tant que peintre, Michel Éléftériadès présente ses œuvres dans diverses expositions collectives en France, en Allemagne et au Liban. Il présente notamment Le mur des lamentations, une œuvre longue de dix mètres et haute de deux mètres, dans le cadre d'une édition spéciale du Salon des artistes décorateurs qui, en 1995, se tient exceptionnellement dans le centre-ville de Beyrouth, au lieu du prestigieux Grand Palais de Paris qui l'accueille traditionnellement. Cette œuvre produit alors une telle controverse que les services de sécurité doivent intervenir. La raison pour laquelle Éléftériadès décide un jour d'abandonner la peinture et ne plus toucher au pinceau demeure un mystère.
En tant que sculpteur, Michel Eléftériadès travaille sur une série de statues en bronze qui représentent, selon lui, "le capitalisme, qui assujettit les hommes, provoque des guerres entre les peuples et conduit à leur perte". En janvier 2016,  Éléftériadès est convoqué au commissariat pour être entendu dans le cadre d'une enquête sur une prétendue secte d'adorateurs du diable. Des objets qu'il a sculptés, ont été interprétés comme des symboles sataniques. Il se retrouve alors au centre d'une polémique qui serait un complot orchestré par les Forces Libanaises pour l'intimider,,,,.

## Hospitalité et Tourisme
En 2003, Michel Elefteriades ouvre, en plein cœur de Beyrouth, le MusicHall, une salle de spectacle de huit cents places qu'il dédie à ce qu'il appelle le "showbiz culturel". Ses artistes s'y produisent chaque soir dans un concept unique qui fait de ce lieu le rendez-vous incontournable des mélomanes et des noctambules au Liban et au Moyen-Orient.
Le MusicHall s'impose aussi très vite comme la salle de concert pour de nombreux artistes et groupes internationaux voulant se produire au Liban, entre autres Jane Birkin, Souad Massi, Arthur H, Omar Sosa, Rachid Taha, Harlem Gospel Choir, Anouar Brahem, Elisabeth Kontomanou, Bernard Lavilliers, Camille, Olivia Ruiz, Erik Truffaz, Gnawa Diffusion, A Filetta, Yann Tiersen, Jack the Ripper, l'humoriste Dieudonné et bien d'autres.
En 2013, une deuxième branche de MusicHall a été ouvert à Dubaï, Émirats arabes unis.
La même année, Elefteriades ouvre également le "MusicHall Waterfront" un lieu en plein air, au front maritime du centre-ville de Beyrouth .
Durant l'été 2019, le MusicHall a atterri à Djeddah, ce qui en fait le premier club à ouvrir ses portes en Arabie Saoudite.
Et à l'automne 2022, il a ouvert ses portes à Doha, Qatar.
En 2015, il acquiert un palais de la Renaissance à Florence, au cœur de l'Italie, datant du XVe siècle. Le Palazzo Magnani Feroni  est actuellement un hôtel composé uniquement de suites et dispose de la plus haute terrasse panoramique dans la zone Oltrarno, à partir de laquelle vous pouvez voir tous les principaux monuments de la ville.
Durant l'été 2017, Michel Elefteriades ouvre un nouveau resto-lounge, B By Elefteriades, un somptueux temple dédié aux sens et au bon goût,.
En 2018, Michel Elefteriades a décidé d'investir à nouveau en Italie et a acquis de la noble famille Salviati l'église romaine abandonnée de San Procolo pour en faire une galerie d'art dans laquelle il exposerait sa collection d'art religieux médiéval et ses créations. L'église de San Procolo, qui était abandonnée et fermée depuis 1966, est l'une des plus anciennes églises de Florence et est située au centre de la ville, adjacente au Palazzo Bargello. En 2019, après qu'Elefteriades ait acheté l'église, le ministère italien du Patrimoine culturel a exercé son diritto di prelazione (droit de préemption), en raison de l'importance de cette église, une première depuis des décennies. Dans une interview avec « La Repubblica », Elefteriades a déclaré qu'il est heureux que le ministère et la Surintendance prennent soin de l'église et qu'ils accomplissent un travail fondamental pour la ville de Florence.
Au printemps 2019, il a ouvert The Park By Elefteriades, un lieu en plein air situé sur le toit du Yacht Club à Zaytouna Bay, au cœur de Beyrouth,.

## Écriture
Michel Éléftériadès est également auteur de poèmes et de deux romans, dont un interdit dans le monde arabe. Entre 1994 et 1995, il est rédacteur, pendant plus d'un an, d'une rubrique hebdomadaire intitulée "Pensées et des idées folles" dans An Nahar, le plus grand quotidien libanais.
À la suite d'une série d’entretiens à « Utopia », quartier général du Nowheristan, l’écrivain français Gérard de Villiers s’inspire de la vie de Michel Elefteriades pour créer le personnage de Mavros Nilatis du roman « SAS : Le Chemin de Damas ».

## Discours et conférences
Orateur charismatique, il est connu pour enflammer l'assistance sur divers sujets dans les conférences et colloques qu'il donne régulièrement au Liban et dans le monde (Forum culturel mondial, Salon des musiques du monde, MECCAD, Mercado Cultural de Salvador do Bahia, Université Charles de Prague, Université Saint-Joseph et Université américaine de Beyrouth, Sommet mondial sur l'innovation...).

## Politique et résistance
Michel Éléftériadès s'engage dans l'activisme politique dès l'âge de quinze ans. Il est alors militant d'extrême-gauche dans l'environnement très hostile de Beyrouth-est, zone sous contrôle des milices chrétiennes de droite durant la guerre civile libanaise.
Dès 1989, il rejoint le mouvement du général rebelle Michel Aoun.

### M.U.R
Le 13 octobre 1990, les forces armées syriennes lancent, avec le feu vert des États-Unis, une attaque massive contre l'armée libanaise, délogeant le général Aoun et occupant ce qui restait du territoire libre du Liban. Éléftériadès passe alors quelques mois en France, puis rentre au Liban et fonde, en 1991, les M.U.R. (Mouvements Unis de Résistance), groupe armé clandestin combattant pour la libération du Liban de toutes les forces étrangères, organisant des grèves paralysant les activités du pays. Éléftériadès dirige les M.U.R., organisation considérée illégale par le gouvernement de l’époque, jusqu'en 1994. Toutes les activités du groupe sont préparées et exécutées dans le secret. Dans ce contexte, les principes et objectifs des M.U.R. sont : 
- Libérer le territoire libanais de toute présence militaire étrangère
- Rejeter le féodalisme et le confessionnalisme politique au Liban, afin d'y établir une démocratie laïque luttant pour réaliser la justice sociale
- Édifier un État moderne, indépendant et souverain dans le cadre des frontières internationalement reconnues
- Respecter et appliquer les principes de la  Déclaration universelle des Droits de l'Homme
- Combattre la collaboration, la trahison et la corruption

Durant cette période, Michel Éléftériadès est victime de deux tentatives d'assassinat manquées : Une première fois, sa voiture est piégée ; une deuxième fois, il est la cible de tirs de feu. Ceci le mène à s'exiler en France puis à Cuba entre 1994 et 1997.
En 2005, il est particulièrement actif dans la Révolution du cèdre au Liban et coorganise, en avril, le méga-concert du Festival de l'unité nationale qui a lieu au centre-ville de Beyrouth et attire des centaines de milliers de personnes célébrant ce que d’aucuns ont appelé le Printemps de Beyrouth, ou encore Indépendance 05.
La même année, au mois de mai, il contribue à l’organisation des festivités pour le retour au Liban du leadeur Michel Aoun après quinze années d’exil.

### Activisme
Le 8 octobre 2007, date anniversaire commémorant la capture, quarante ans plus tôt, de Che Guevara, Éléftériadès tient, dans un de ses restaurants beyrouthins fermé à cause de la grave conjoncture sociopolitique, une conférence de presse au cours de laquelle il lance une campagne publique intitulée ‘’Lan nadfaa’’, ce qui, en arabe veut dire ‘’Nous ne paierons pas’’. Ce slogan résumant le titre complet de la campagne qui est ‘’Nous ne paierons pas la dette inique du Liban’’. La campagne est censée exercer une pression sur l'État pour le pousser à agir sur une dette publique sans précédent (près de quarante milliards de dollars US), dont le rapport au PIB est alors le plus haut au monde, selon la CIA. L'objectif principal de la campagne est la sensibilisation, au Liban et à l'étranger, sur la nature injuste de la dette du Liban, dans le but de supprimer celle-ci, qualifiée par les militants comme une dette odieuse accumulée principalement entre 1993 et 2005, époque d’un Liban sous occupation et tutelle étrangère et dirigé par un gouvernement illégitime. Comme conséquence, l'Association des Banques au Liban et beaucoup d'autres voix réclament l’arrestation immédiate d'Éléftériadès, le jugeant comme une menace pour la stabilité financière du Liban.
En août 2015, Michel Eléftériadès crée le "Mouvement des Dégoûtés" au Liban  dont le but est de dénoncer la corruption et le dysfonctionnement d'un système politique  en place depuis des décennies.

### L'Armée libanaise

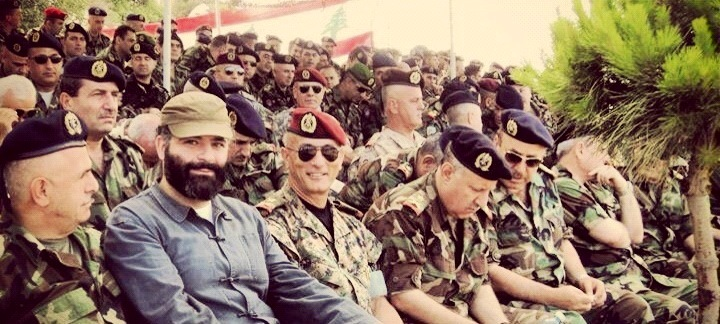
Michel Elefteriades avec les commandants des bataillons et régiments de l'armée libanaise.

Du fait de son passé militaire et de son engagement dans l'armée, Michel Eléftériadès a d'étroits rapports avec des officiers haut placés de l'armée Libanaise.
Il est souvent aperçu lors de cérémonies militaires et/ou lors de rassemblements militaires, ainsi que dans des émissions télévisées où il défend l'armée avec acharnement,,,,,.
À cet effet, Eléftériadès a lancé une campagne appelant à un régime militaire au Liban sur le plateau télévisé de l'émission la plus regardée au Liban « Kalam Ennas », ce qui a nourri les rumeurs déclarant qu'Eléftériadès organiserait un coup d'état.
D'autre part, le 15 octobre 2015, Michel Eléftériadès organise un rassemblement à la Place des Martyrs en l'honneur de son ami le Général Chamel Roukoz pour ses loyaux services au sein de l'armée Libanaise,,,.

### Procès de Samir Geagea

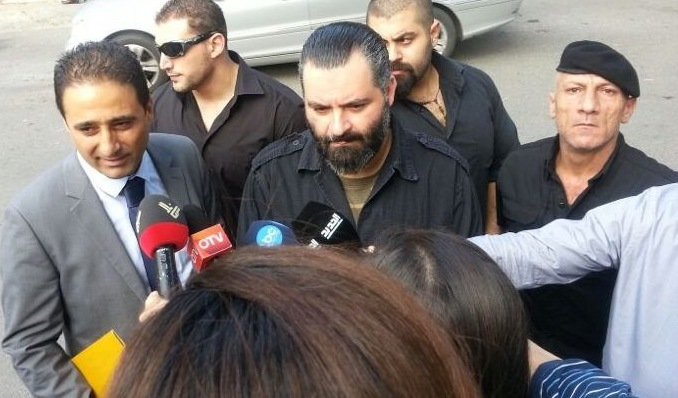
Michel Eléftériadès s'adressant à la presse à sa sortie du Palais de Justice.

Samir Geagea intente un procès contre Michel Eléftériadès pour diffamation, accusant Eléftériadès de l'avoir traité de "criminel" lors d'une émission à la radio. La première séance s'est tenue le 30 septembre 2013 et la deuxième est prévue pour le 11 novembre 2013.

## Gouvernement
En février 2021, le président libanais Michel Aoun a proposé le nom d'Eléftériadès pour le poste de ministre de la culture (en) ou de ministre du tourisme. Il a remis un document au Premier ministre Saad Hariri dans lequel il nommait Michel Elefteriades,.

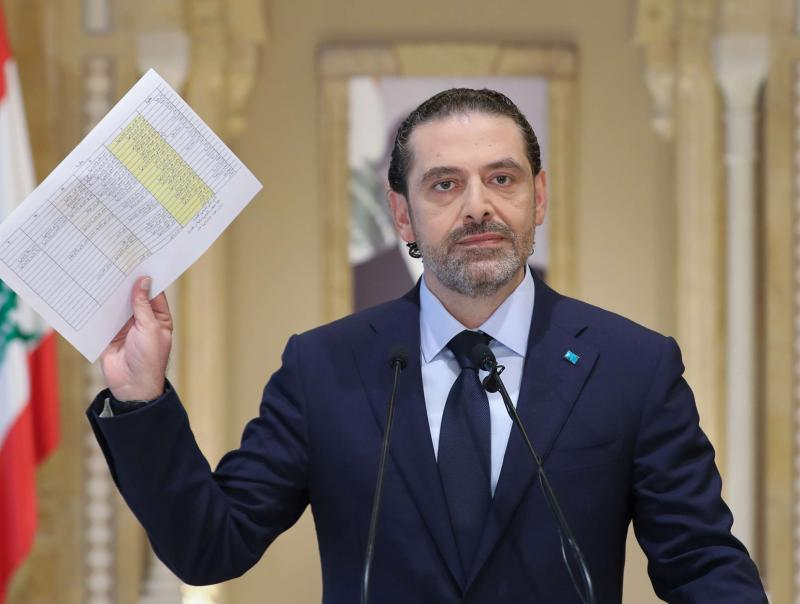
Le Premier ministre Saad Hariri présentant la liste des ministres proposés

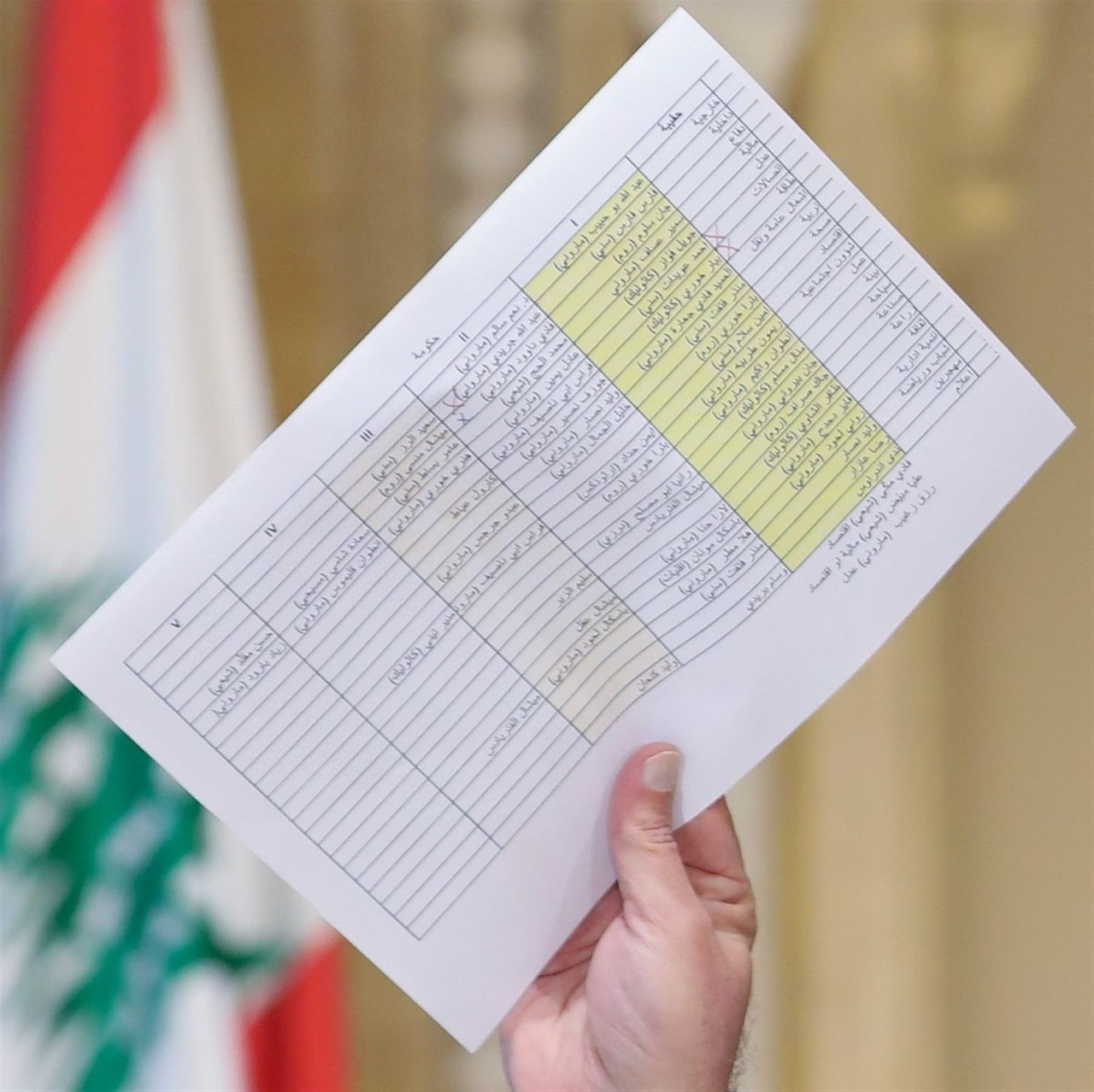
Liste des ministres suggérés

## Engagements sociaux
Au printemps 2005, Éléftériadès coorganise un méga-concert à Beyrouth, portant sur scène les plus grands noms de la chanson : Nancy Ajram, Wadih El Safi, Myriam Fares, Ramy Ayach, Marwan Khoury, Amal Hijazi… Les revenus sont entièrement reversés, par l'intermédiaire de l'ONU, aux  victimes du Tsunami en Asie du Sud-Est.
La même année, pour fêter la Journée internationale de la paix, il organise au Palais de l'UNESCO et en collaboration avec l'ONU, un concert gratuit avec son groupe musical National Orchestra of Nowheristan nouvellement formé.
En 2006, il s'engage comme membre-fondateur du projet 'WAYYAK', une ONG panarabe dont la mission première est d'apporter un peu de joie dans les quartiers défavorisés du monde arabe, en médiatisant les nombreuses célébrités et leadeurs d'opinions arabes et internationaux réunis dans l’association, dont Omar Sharif, Yousra, Bo Derek, Richard Gere…     .

## Passion tsigane
Se présentant comme étant « de partout et de nulle part », Michel Éléftériadès voue une vraie passion aux gens du voyage, ainsi qu'aux peuples et communautés ethniques du monde. Le tsiganologue qu'il est, ayant rédigé une étude sur les gitans arabes publiée par l'Université Charles de Prague, s'est toujours senti très proches des Roms. Il apprend leur langue et gagne la confiance des communautés gitanes arabes, qu'il aide à établir des contacts avec des activistes roms du monde entier. De ce fait, il rencontre le Dr Emil Ščuka, alors président de l'Union internationale romani. Dès lors, il déploie des efforts pour le soutien de leur cause auprès des dirigeants arabes, pour contribuer à l'amélioration des conditions de vie des bohémiens arabes, les Doms (appelés péjorativement "Nawar" en arabe). Il lance aussi la carrière de Bilal, le prince gitan (voir Bilal), le seul chanteur dom connu. Il est constamment tenu au courant des querelles qui peuvent se produire entre Bohémiens et Gadjos (non-Bohémiens) au Liban et en Syrie ; il s’efforce alors d’alerter les médias et d’inciter les politiciens à agir rapidement pour régler les différents.

## Nowheristan
Michel Éléftériadès décide de poser les fondements d’une nouvelle nation qu’il baptise ’’Nowheristan’’ (de « nowhere », « nulle part » en anglais), à travers une approche sociale, philosophique, politique, culturelle et économique novatrice. La proclamation du « Grand Empire du Nowheristan » reçoit un appui encourageant des Nations unies par la présence, à la cérémonie de lancement, du représentant personnel du secrétaire général de l'ONU, ainsi que du ministre libanais de la culture. De nombreux intellectuels adhèrent à cette vision globale du monde et des milliers de candidats de par le monde effectuent une demande de citoyenneté. Depuis, la promotion du « Grand Empire » continue, usant la majeure partie du temps de Son Altesse Impériale Michel Ier du Nowheristan, à travers des articles, des interviews et des reportages dans de nombreux médias internationaux, tels que CNN, BBC, TV5, Al-Jazira, Los Angeles Times, Der Spiegel, El Mundo, Paris-Match, L'Orient-Le-Jour, Daily Star, Hurriyet, Al-Ahram, De Standaard...